# Évolution du Collège cardinalice sous le pontificat de Jean XXIII
Cet article présente les évolutions au sein du Sacré Collège ou collège des cardinaux au cours du pontificat du pape Jean XXIII, du 25 octobre 1958 date de l'ouverture du conclave qui l'a élu jusqu'au 19 juin 1963 date de l'ouverture du conclave qui devait élire son successeur.

## Évolution numérique au cours du pontificat
| Date       | Événement                                                                      | Pays | Cardinaux |
| ---------- | ------------------------------------------------------------------------------ | ---- | --------- |
| 25/10/1958 | Cardinaux au moment du conclave d'octobre 1958                                 |      | 53        |
|            |                                                                                |      |           |
| 28/10/1958 | Élection papale du cardinal Angelo Giuseppe Roncalli sous le nom de Jean XXIII |      | 52        |
| 04/12/1958 | Décès du cardinal José María Caro Rodríguez                                    |      | 51        |
| 15/12/1958 | Consistoire: création de 23 cardinaux                                          |      | 74        |
| 04/05/1959 | Décès du cardinal Georges Grente                                               |      | 73        |
| 07/05/1959 | Décès du cardinal Crisanto Luque Sánchez                                       |      | 72        |
| 02/11/1959 | Décès du cardinal Federico Tedeschini                                          |      | 71        |
| 14/12/1959 | Consistoire: création de 8 cardinaux                                           |      | 79        |
| 10/02/1960 | Décès du cardinal Alojzije Stepinac                                            |      | 78        |
| 28/03/1960 | Consistoire: création de 7 cardinaux et de 3 cardinaux in pectore              |      | 85        |
| 12/07/1960 | Décès du cardinal Pietro Fumasoni Biondi                                       |      | 84        |
| 28/08/1960 | Décès du cardinal John Francis O'Hara                                          |      | 83        |
| 01/10/1960 | Décès du cardinal Giuseppe Fietta                                              |      | 82        |
| 31/12/1960 | Décès du cardinal Joseph Wendel                                                |      | 81        |
| 16/01/1961 | Consistoire: création de 4 cardinaux                                           |      | 85        |
| 06/03/1961 | Décès du cardinal Marcello Mimmi                                               |      | 84        |
| 30/07/1961 | Décès du cardinal Domenico Tardini                                             |      | 83        |
| 03/08/1961 | Décès du cardinal Nicola Canali                                                |      | 82        |
| 06/08/1961 | Décès du cardinal Joseph-Ernest Van Roey                                       |      | 81        |
| 22/12/1961 | Décès du cardinal Elia Dalla Costa                                             |      | 80        |
| 05/02/1962 | Décès du cardinal Gaetano Cicognani                                            |      | 79        |
| 06/02/1962 | Décès du cardinal Teodosio Clemente de Gouveia                                 |      | 78        |
| 15/02/1962 | Décès du cardinal Aloisius Joseph Muench                                       |      | 77        |
| 19/03/1962 | Consistoire: création de 10 cardinaux                                          |      | 87        |
| 07/07/1962 | Décès du cardinal Giovanni Panico                                              |      | 86        |
| 29/07/1962 | Décès du cardinal Gabriele Acacio Coussa                                       |      | 85        |
| 22/01/1963 | Décès du cardinal William Godfrey                                              |      | 84        |
| 01/02/1963 | Décès du cardinal John Francis D'Alton                                         |      | 83        |
| 20/03/1963 | Décès du cardinal Manuel Arteaga y Betancourt                                  |      | 82        |
|            |                                                                                |      |           |
| 03/06/1963 | Décès du pape Jean XXIII                                                       |      | 82        |